# NGC 5084
NGC 5084 (również PGC 46525) – galaktyka soczewkowata (S0), znajdująca się w gwiazdozbiorze Panny. Odkrył ją William Herschel 10 marca 1785 roku. Jest to galaktyka z aktywnym jądrem typu LINER.